# 黒河駅
黒河駅（こくがえき）とは、中華人民共和国黒竜江省黒河市愛輝区に位置する北黒線の駅である。

## 歴史
- 1935年 - 開業。
- 1946年 - ソ連軍撤退の際に線路が撤去される。
- 1989年 - 竜鎮から当駅間が再開業。
- 2016年12月20日 - アムール川の対岸のブラゴベシチェンスクとの間の鉄橋が着工予定[1]。

## 隣の駅
中華人民共和国鉄道部
北黒線
錦河駅 - 黒河駅